# نفق توحيد
نفق توحيد هو أحد أطول الأنفاق المخصصة لسير المركبات في العاصمة الإيرانية طهران وثالث أطول نفق حضري في الشرق الأوسط، وهو عبارة عن مبنى تحت الأرض والذي يبلغ طوله 2136 متراً، وقد تم تدشينه عام 2010م على يد الخبراء في بلدية طهران ويتمتع بكل المواصفات المطلوبة. ويربط نفق توحيد شمال العاصمة طهران بجنوبها ويعمل على تنظيم حركة سير المركبات وتقليل الازدحامات. حيث يبدأ من طريق جمران السريع في الشمال وينتهي باتوستراد  الشهيد نواب صفوي في الجنوب. ويقدر مسؤولون حكوميون في العاصمة طهران أن تطور إنشاء الأنفاق تضاعف أكثر من أحد عشر ضعفاً في العقد الأخير فإن التقدم في هذا المجال الحياتي ليس جديداً على البلاد فجذوره قديمة تعود إلى صناعة مد وتشييد القنوات في باطن الأرض والتي يقدر عدد الموجود منها حتى الآن في إيران بأكثر من (خمسة آلاف قناة).

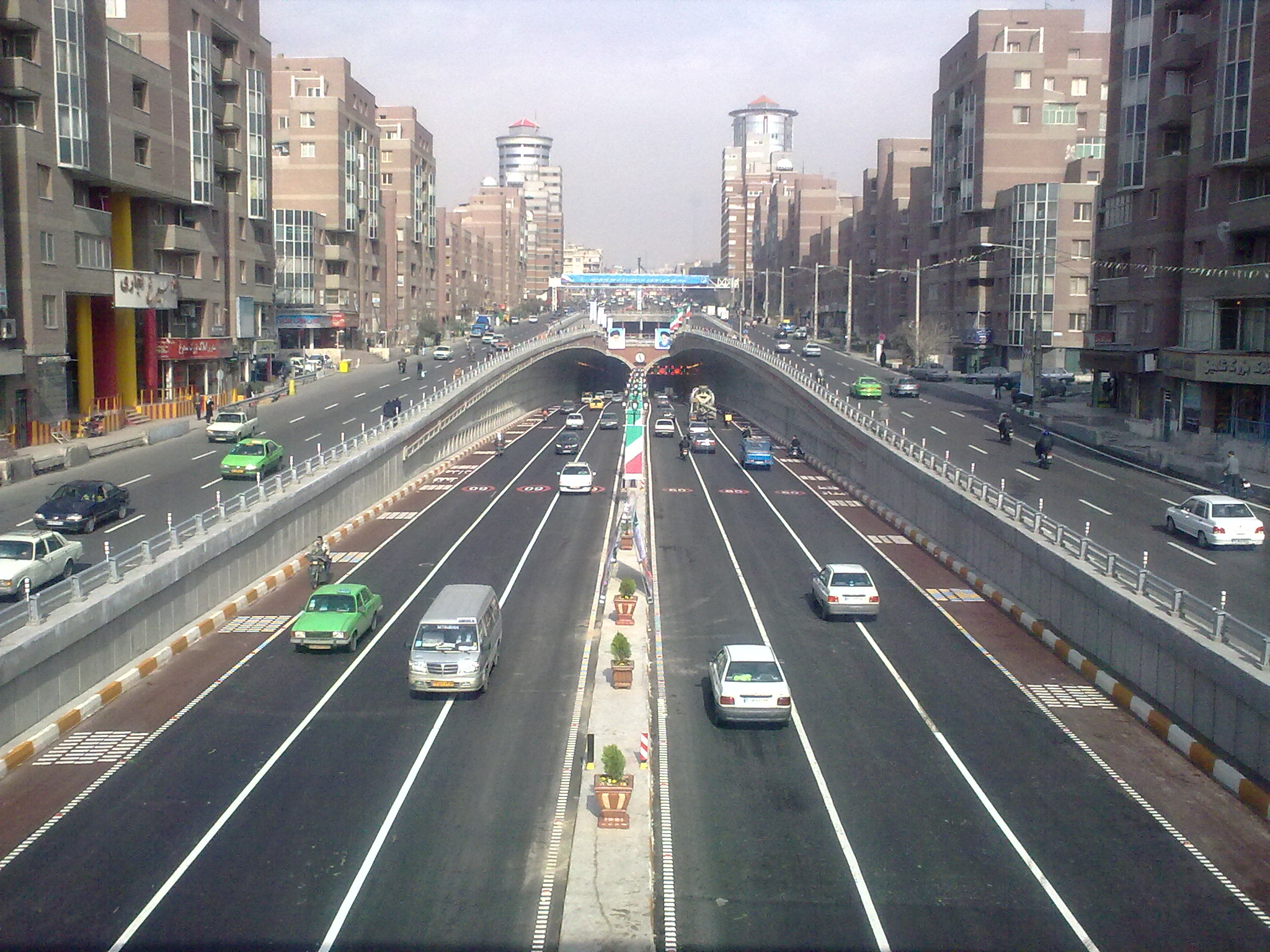
نفق توحيد، ثالث أطول نفق حضري في الشرق الأوسط

## افتتاح النفق
تم افتتاح نفق توحيد، والذي يُعَد واحداً من أكبر الأنفاق والخاص بسير المركبات في العاصمة الإيرانية من قبل عمدة بلدية طهران محمد باقر قاليباف يوم الإثنين (1 فبراير 2010م)، وذلك تزامناً مع بدأ احتفالات ذكرى انتصار الثورة الإسلامية في إيران. وقد تحدث رئيس بلدية طهران خلال مراسم افتتاح نفق توحيد حول المشاريع التنموية والخدماتية التي تقوم بها بلدية طهران لعام 2010.

## نظرة عامة عن نفق توحيد
يُعتبَر نفق توحيد والبالغ طوله ألفين ومائة وستة وثلاثين متراً، واحداً من أكبر الأنفاق المخصصة لسير المركبات في مدينة طهران الواقعة شمال جمهورية إيران، وقد استغرق بناؤه ستة وثلاثين شهراً وهو ما يُعَد تقدماً نوعياً من حيث الفترة الزمنية القصيرة نسبياً التي أُنشئ خلالها. وقد تم العمل بحفر النفق على يد الخبراء الإيرانيين  و يساعد على تسريع حركة المرور وتخفيف عرقلة السير.

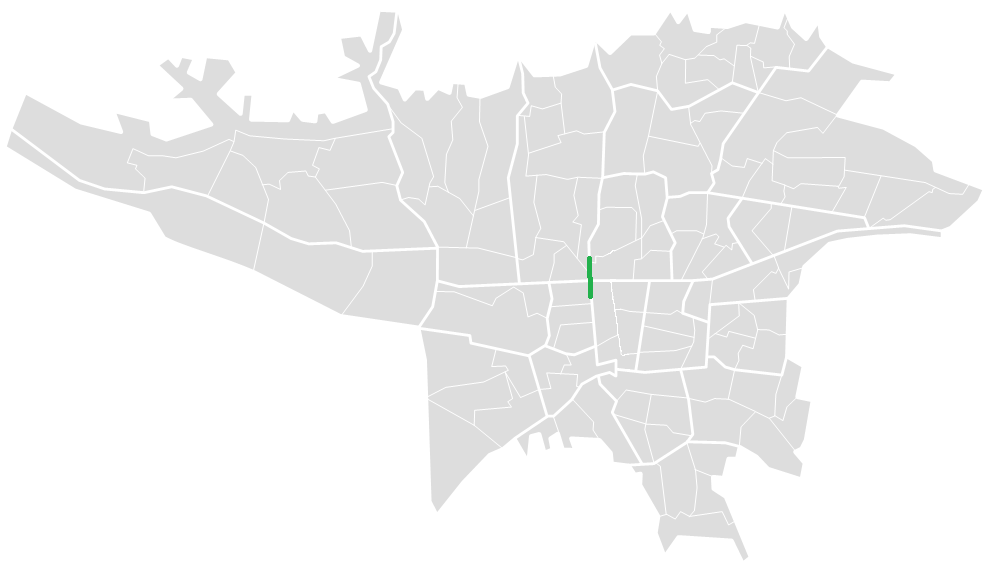
خريطة توضح مسار نفق توحيد

## مميزات نفق توحيد
يتمتع هذا النفق بمميزات تجعله معلماً مهماً من معالم مدينة طهران ومن أهمها طوله الذي يصل إلى أكثر من كيلومترين، بالإضافة إلى ذلك فقد تم وضع كل أجهزة التكييف ومراقبة السير والإنارة وأجراس الإنذار وإطفاء الحريق وإشارات المرور في هذا النفق. ويعتقد المراقبون ان تدشين هذا النفق يدل على مدى كفائة الخبراء في جمهورية إيران حيث قد تصبح نموذجاً لباقي البلدان باعتبار انه أكبر انجاز فني تحقق خلال العقود الثلاثة الماضية.

## نظام الصرف الصحي الخاص بالنفق
يعمل نظام الصرف الصحي الخاص بنفق توحيد من خلال قنوات مختلفة. ويتم تصريف المياه السطحية المتراكمة حولها وكذلك حول النفق في القنوات المثبتة على طول جدار النفق، وبعد ذلك تدخل في قناة تم تركيبها بالضبط في منتصف كِلا الأنفاق الثنائية. ويتم نقل المياه المصفاة من خلال القناة الأخيرة إلى الجزء الجنوبي من النفق، ليتم نقلها من النفق بواسطة بعض الكانات.

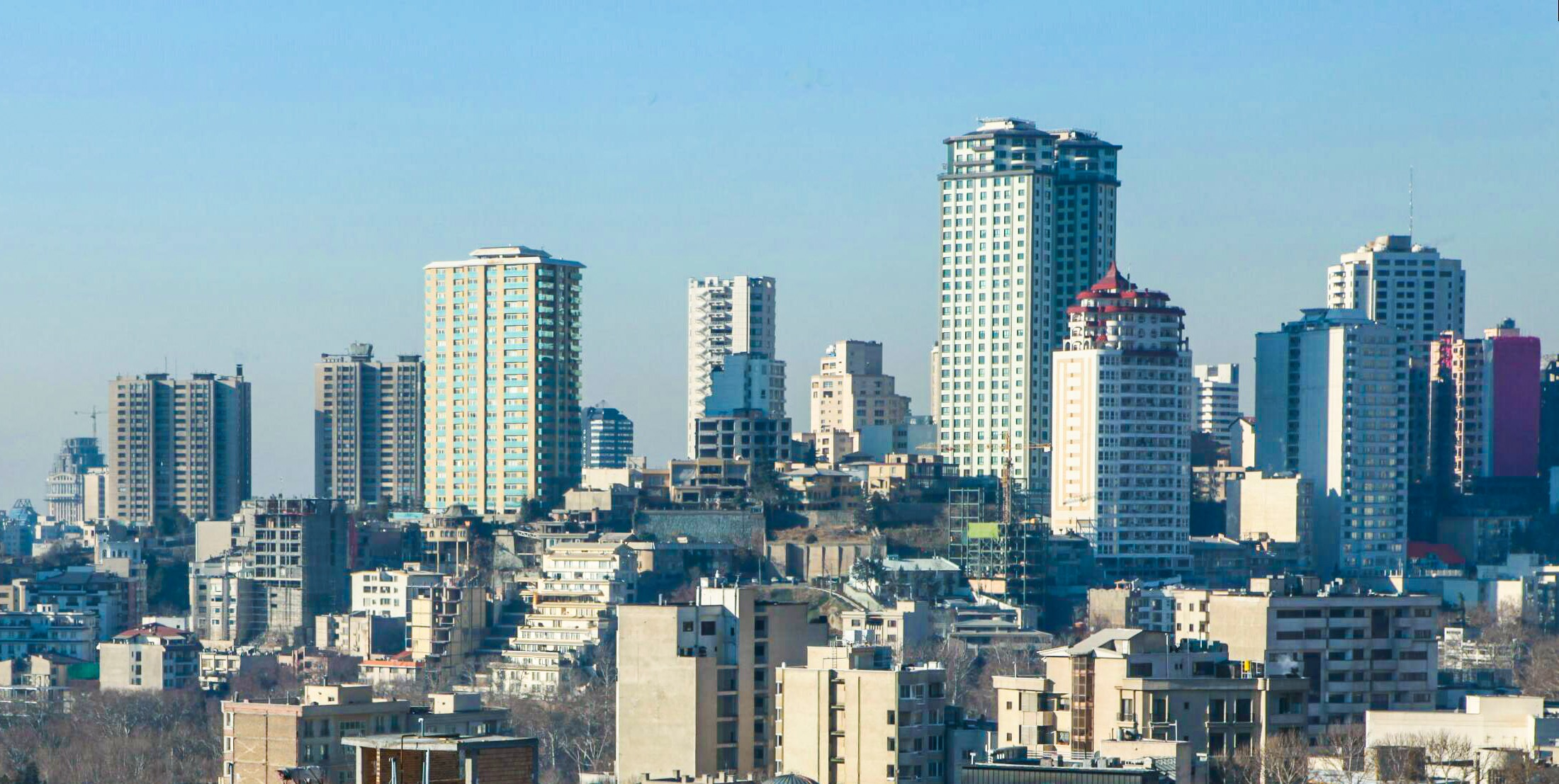
صورة لمدينة طهران سنة 2010، وهو نفس العام الذي افتُتِحَ فيه النفق

## نبذة مختصرة عن صناعة الأنفاق في إيران
برزة صناعة وإنشاء الأنفاق في إيران كإحدى «المعالم البارزة في الحياة الصناعية والخدمية في البلاد» وتقدمت إلى الواجهة في العقدين الأخيرين وذلك بعد التقدم الكبير والمستمر الذي حققته هذه الصناعة المهمة رغم جميع التحديات التي وقفت أمامها. وفي الحقيقة فإن الأنفاق من البنى التحتية المهمة في الدول العصرية والنامية وهي ضرورية للحركة داخل وخارج المدن باعتبارها أحد مظاهر التنمية الرئيسية في البلاد. وللأنفاق إستعمالات متعددة داخل المدن بدءاً من الحِملِ والنقل من خلال الطرق السريعة والمترو والطرق الحديدية وكمواقف السيارات تحت الأرض ومن قبيل تأمين خدمات مد أنابيب المياه والصرف الصحي والاتصالات السلكية وأنظمة التدفئة والتبريد وإجراءات الأمان كأنفاق عبور مياه الفيضانات وحالات الطوارئ الأخرى. ويُقّدِر مسؤولون حكوميون في العاصمة طهران أن تطور إنشاء الأنفاق تضاعف أكثر من أحد عشر ضعفاً في العقد الأخير. وتتمتع إيران اليوم بوجود كوادر بشرية ضخمة متخصصة بإحداث الأنفاق كما أن كل ما يتعلق بإنشائها يدرس في مختلف المراحل الجامعية حتى أن بعض الجامعات بصدد تأسيس كليات متخصصة في إنشاء الأنفاق. وفي الحقيقة فإن التقدم في هذا المجال الحياتي ليس جديداً على البلاد فجذوره قديمة تعود إلى صناعة مد وتشييد القنوات في باطن الأرض والتي يقدر عدد الموجود منها حتى الآن في إيران بأكثر من (خمسة آلاف قناة) وهي صناعة إرتبطت في السابق بعملية الزراعة والري وتأمين منابع نقية ومستمرة للحصول على الماء اللازم للحياة الإنسانية والزراعية. وتتنوع الأنفاق من حيث الاستعمال والأهداف والضرورات فتنتشر أنواع منها في ربوع إيران وربما كان الأقدم منها ما كان لبناء ومد الطرق خصوصاً في المناطق الجبلية.

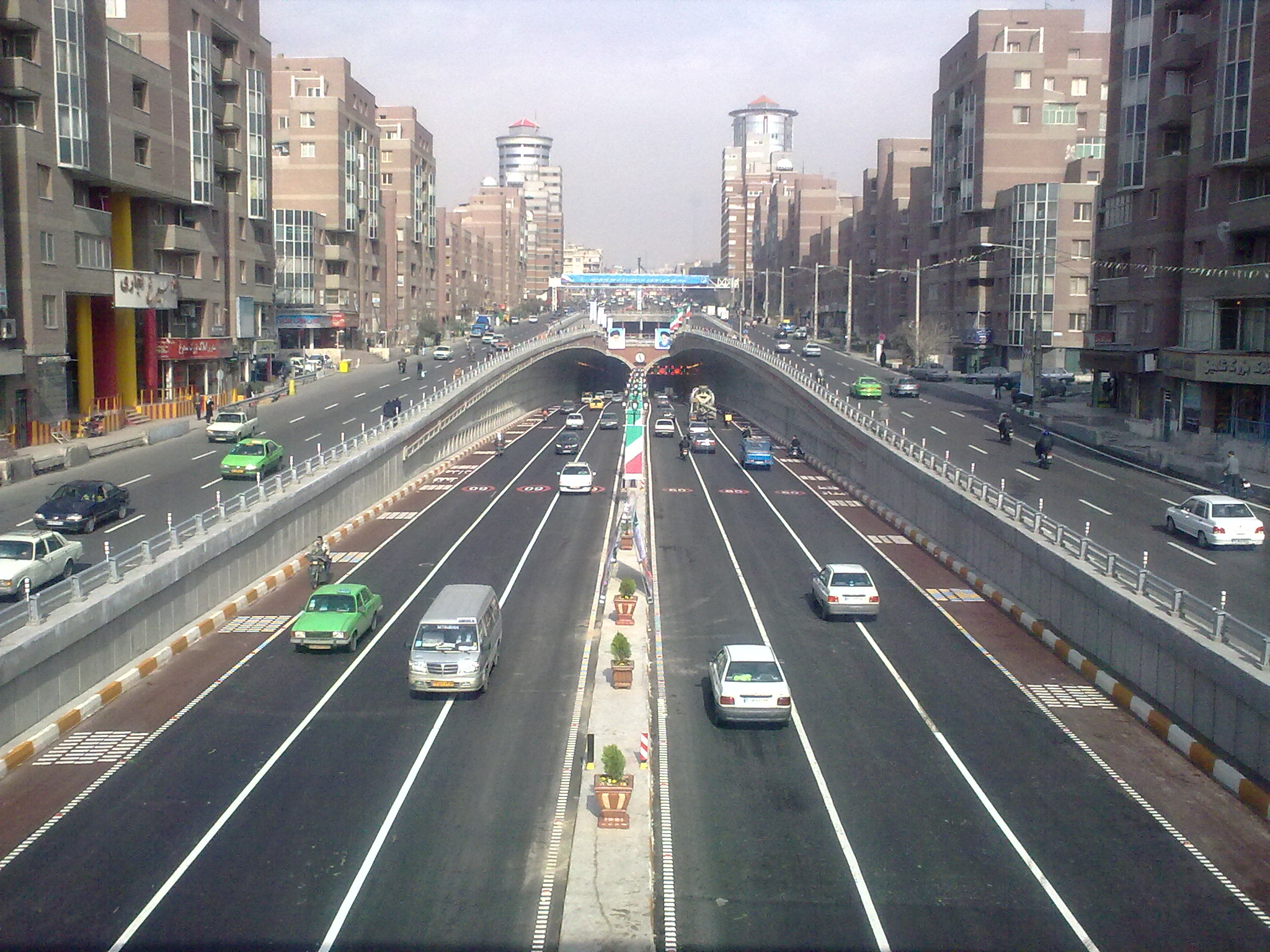
نفق توحيد، ثالث أطول نفق حضري في الشرق الأوسط

## معرض الصور

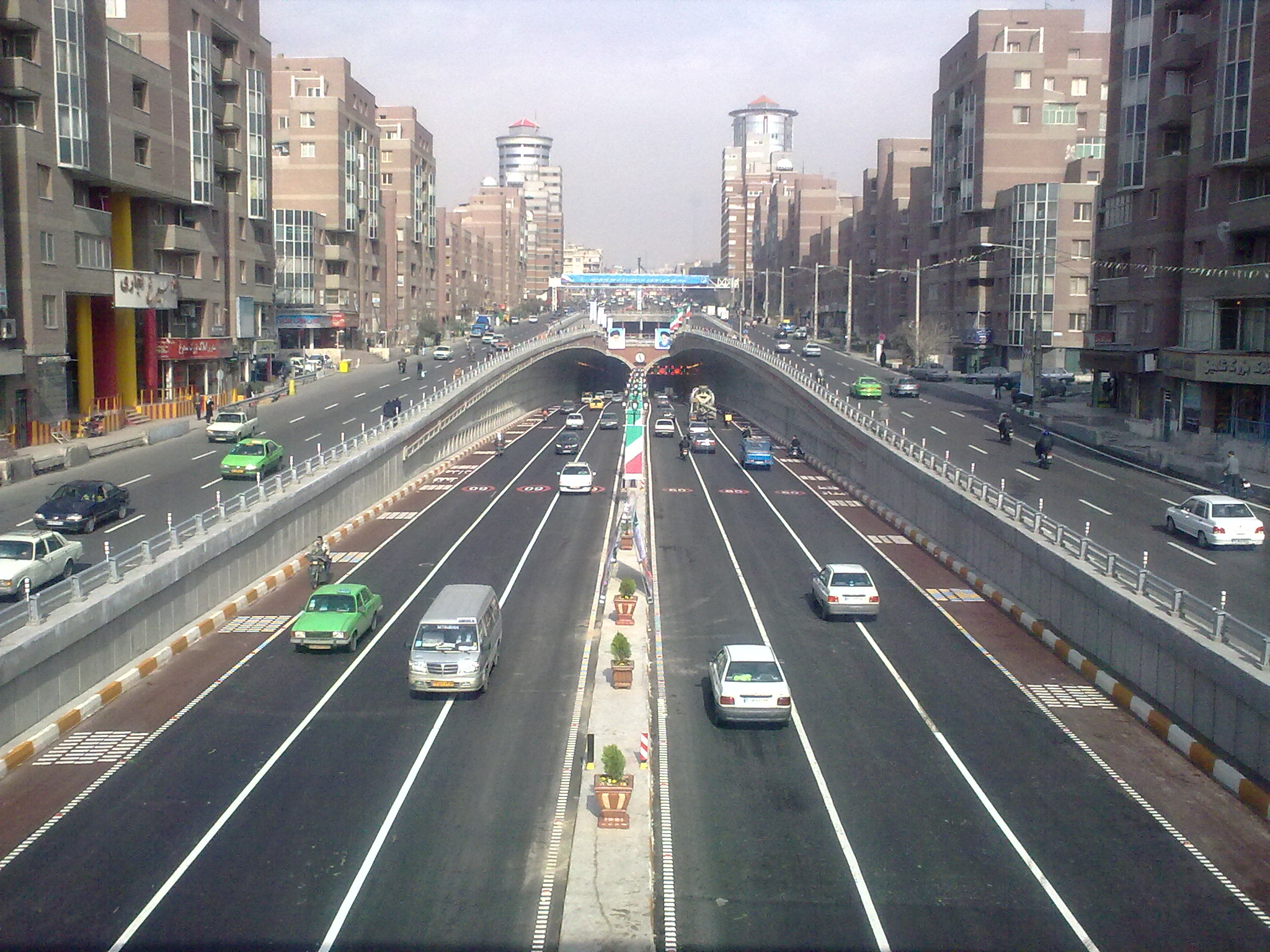
نفق توحيد، ثالث أطول نفق حضري في الشرق الأوسط

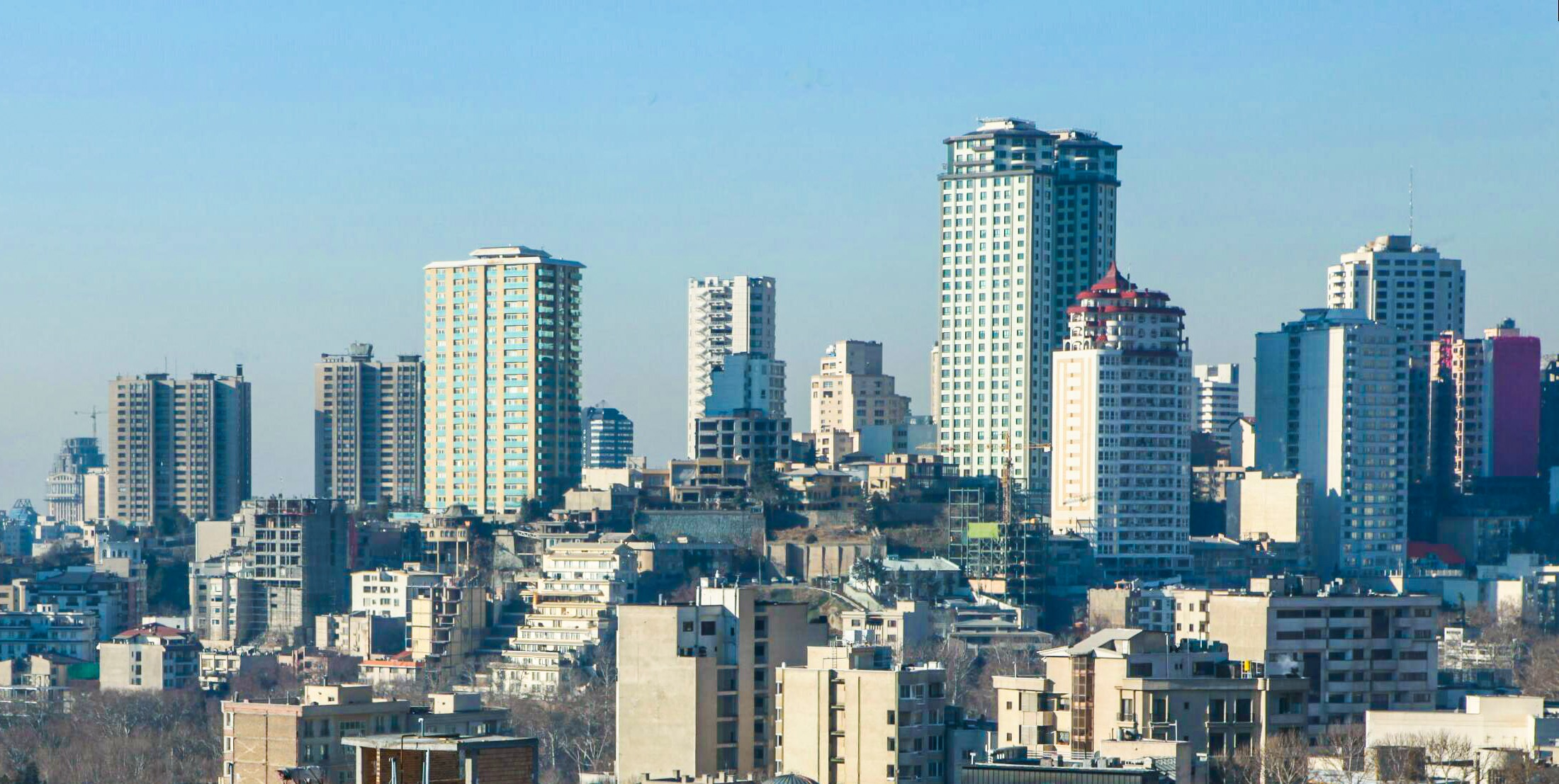
صورة لمدينة طهران سنة 2010، وهو نفس العام الذي افتُتِحَ فيه النفق

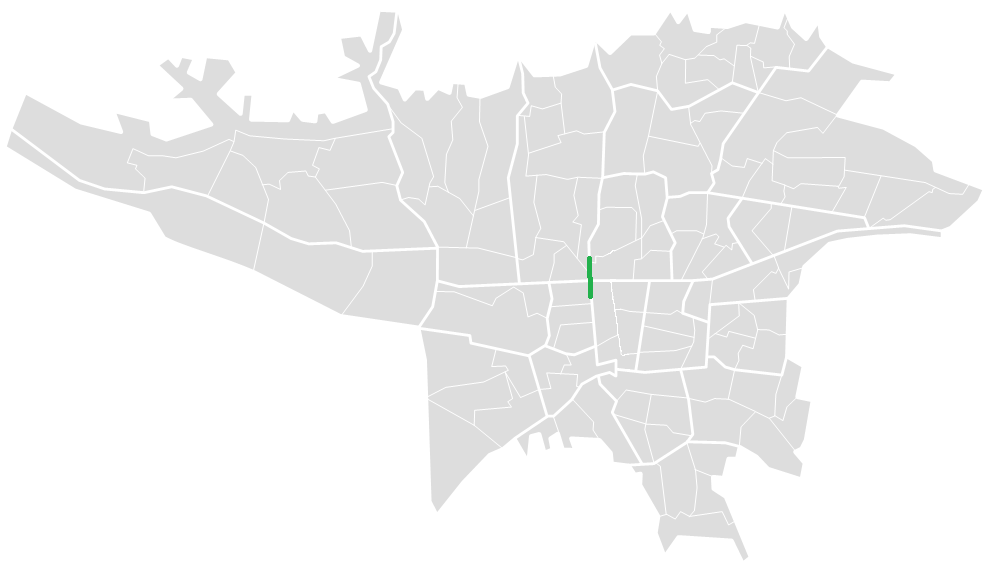
خريطة توضح مسار نفق توحيد

## المواصفات العامة
| العميل                     | قسم الهندسة والبناء لبلدية طهران                                                                      |
| مدير المشروع               | الإدارة التشغيلية لهياكل المنشآت الهندسية (مرام)                                                      |
| مقاول EPC                  | شركة (Perlite)، تم تكليفها بالمهمة المذكورة أعلاه بسبب نجاحاتها السابقة في بناء مشروع نفق طهران رسالت |
| الحفر                      | 720,000 متر مكعب                                                                                      |
| طول الأساسات               | 26,000 متر                                                                                            |
| صب الخرسانة                | 56000 متر مكعب                                                                                        |
| حديد التسليح               | 28,000 طن                                                                                             |
| تعزيز الهيكل والتأطير      | 15000 طن                                                                                              |
| موضع الخرسانة              | 230,000 متر مكعب                                                                                      |
| الخرسانة المرشوشة          | 450,000 متر مكعب                                                                                      |
| الشبكة                     | 250,000 متر مكعب                                                                                      |
| قطاعات الخرسانة سابقة الصب | 60000 متر مكعب                                                                                        |